# Riksväg 2, Norge
Riksväg 2 (norska: Riksvei 2) är en riksväg i Innlandet fylke i Norge som går mellan Elverum i Elverums kommun och svenska gränsen vid Morokulien i Eidskogs kommun. Den passerar genom kommunerna Elverum, Våler, Åsnes, Grue, Kongsvinger och Eidskog.
Vägen är 132,8 kilometer lång och asfalterad. Mellan Elverum och Kongsvinger går den längs Østerdalen och Glomma och den passerar bland annat genom tätorterna Våler, Flisa, Kirkenær, Kongsvinger och Skotterud.
Vägen ansluter till:
- Riksväg 25 (vid Elverum)
- Fylkesväg 210 (vid Grønland)
- Fylkesväg 206 (vid Flisa)
- Fylkesväg 201 (vid Kirkenær)
- Fylkesväg 205 (vid Roverud)
- Europaväg 16 (vid Kongsvinger)
- Fylkesväg 21 (vid Skotterud)
- Fylkesväg 202 (vid Skotterud)
- Riksväg 61 (vid Morokulien)